# Khobar
Khobar (ook geschreven als  Al Khobar of  Al Khubar (Arabisch: الخبر) is een grote stad in de provincie Ash-Sharqiyah van Saoedi-Arabië bij de Perzische Golf. De stad had in 2004 165.799 inwoners. De grootste werkgever is Saudi Aramco, de grootste aardoliemaatschappij ter wereld. De stad ligt aan de Perzische Golf, en is niet ver verwijderd van de Koning Fahddijk die het Arabische vasteland met het eilandstaatje Bahrein verbindt.

## Geschiedenis

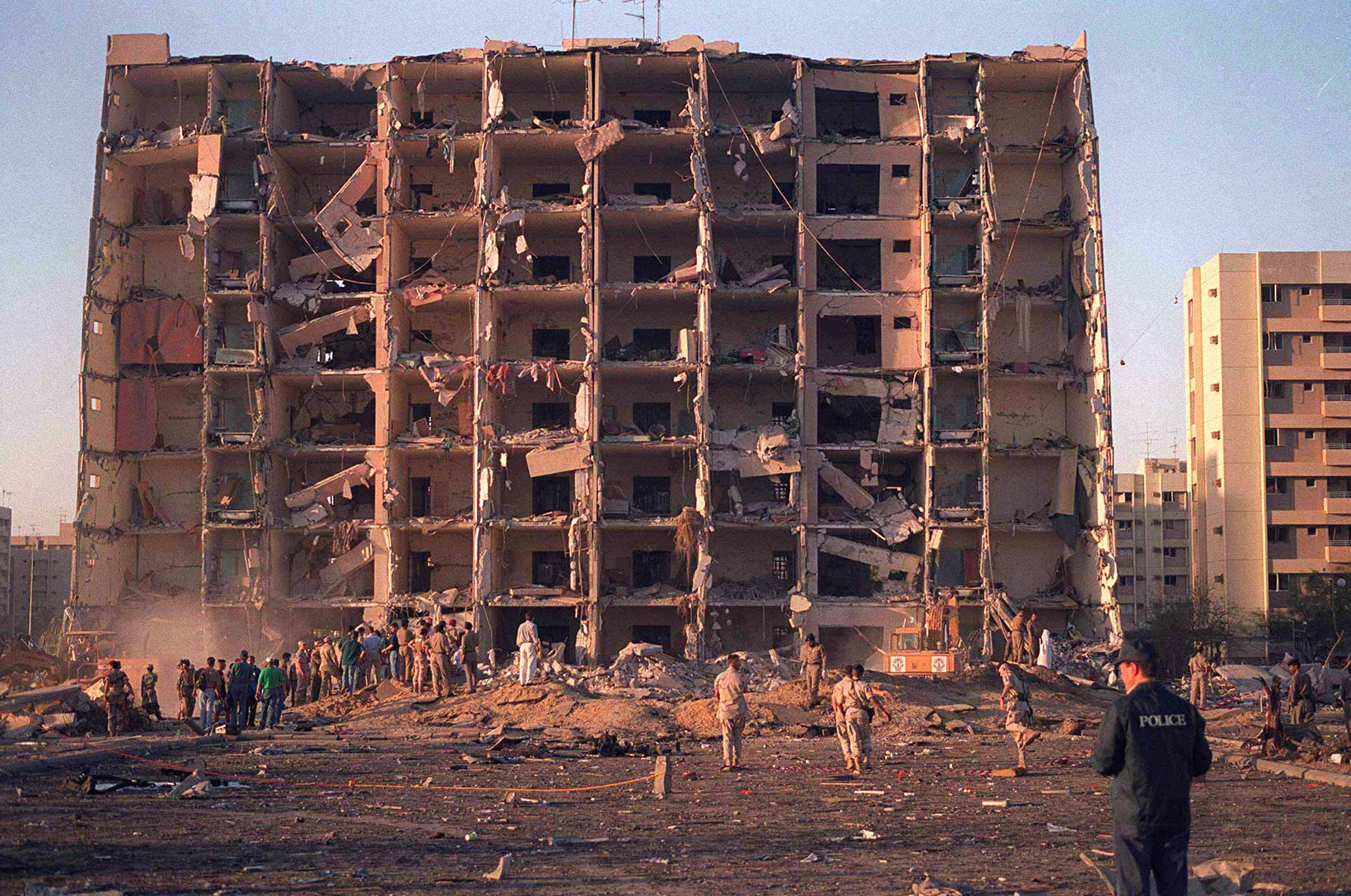
De verwoesting na de aanslagen in Khobar in 1996

In 1996 werd een complex van de Amerikaanse luchtmacht in Khobar opgeblazen door terroristen waarbij negentien Amerikanen en één Saoedi om het leven kwam. In 2004 kwam Khobar opnieuw in het wereldnieuws vanwege een gijzeling die bloedig werd beëindigd door commando's van het Saoedische leger.
Abha · Al-Bahah · Bariq · Buraidah · Dammam · Dhahran · Hail · Jeddah · Jizan · Jubail · Al-Kharj · Khobar · Medina · Mekka · Najran · Riyad · Tabuk · Taif · Unayzah · Yanbu
Saoedi-Arabië · Provincies